# 赫壽
赫壽（穆麟德轉寫：hešeo，1640年代—1719年），又名赫綬，舒穆祿氏，滿洲正黃旗人，清朝政治人物。

## 生平
筆帖式出身。康熙二十四年（1685年）任工科給事中，康熙四十三年（1704年）任內閣學士，康熙四十五年（1706年）任禮部右侍郎，康熙四十八年（1709年）任吏部左侍郎，康熙四十九年十二月（1711年1月）任漕運總督，康熙五十一年十月丙寅（1712年11月14日）任兩江總督，康熙五十六年（1717年）任理藩院尚書，康熙五十八年（1719年）卒。其八旗大臣題名載《欽定八旗通志：各省總督》卷339（但在该志中，赫壽被错记为满洲正红旗人）。
在漕运总督任上，参与审理江南乡试辛卯科场案。

## 家族
- 高祖尼雅寧阿布庫。“尼雅寧阿布庫，正黃旗人，世居庫爾喀地方，國初來歸。其曾孫額倫原任給事中，雅爾布原任護軍校。元孫赫綬原任理藩院尚書。……四世孫席特庫現任都統兼佐領，寧保原任郎中。……又尼雅寧阿布庫之五世孫舒世泰現係生員，舒世得、舒世圖俱係候補筆帖式”（據《八旗滿洲氏族通譜》卷6）。
- 父額倫（又厄林），給事中。
- 子寧保（c.1670s-?），郎中。同輩席特庫為都統兼佐領。
- 孫舒世泰（c.1700s-?），乾隆六年（1741年）辛酉科舉人（时隶正黄旗扎三泰佐领下，载《钦定八旗通志：文举》）。舒世得、舒世圖。